# Geneviève Robic-Brunet
Geneviève Robic-Brunet (nascida em 13 de abril de 1959) é uma ex-ciclista canadense. Duas vezes campeã nacional competindo em provas de estrada em 1984 e 1987, ela representou o Canadá em dois Jogos Olímpicos consecutivos, começando em 1984.